# أنواع الديمقراطية
تشير أنواع الديمقراطية إلى أنواع الحكومات أو الهياكل الاجتماعية التي تسمح للناس بالمشاركة على قدم المساواة، إما بشكل مباشر أو غير مباشر.

## الديمقراطية المباشرة
الديمقراطية المباشرة أو الديمقراطية الخالصة هي نوع من الديمقراطية حيث يحكم الشعب مباشرة. وهي تتطلب مشاركة واسعة للمواطنين في السياسة. الديمقراطية الأثينية أو الديمقراطية الكلاسيكية تشير إلي الديمقراطية المباشرة التي نشأت في العصور القديمة في مدينة أثينا اليونانية. الديمقراطية الشعبية هي نوع من الديمقراطية المباشرة القائمة على الاستفتاءات وغيرها من وسائل التمكين وتثبيت الإرادة الشعبية.
الديمقراطية الصناعية هي ترتيب يتضمن العمال اتخاذ القرارات، وتقاسم المسؤولية والسلطة في مكان العمل (انظر أيضًا مكان العمل).

## قائمة المراجع
- الملحق أ: أنواع الديمقراطيات م. هاس، لماذا تتعثر الديمقراطيات وتفشل، https://doi.org/10.1007/978-3-319-74070-6 ، يونيو 2018
- ما معنى كلمة الديمقراطية بشحمها و لحمها